# Kozenin
Kozenin [pronunciación en polaco: /kɔˈzɛnin/] es un pueblo ubicado en el distrito administrativo de Gmina Sławno, dentro del condado de Opoczno, voivodato de Łódź, en el centro de Polonia. Se encuentra a unos 4 kilómetros suroeste de Sławno,  a 12 kilómetros al oeste de Opoczno, y a 65 kilómetros al sureste de la capital regional Łódź.